# Praia do Abricó (strand i Brasilien)
Praia do Abricó är en strand i Brasilien.   Den ligger i Grumari i västra Rio de Janeiro, i den sydöstra delen av landet.
Runt Praia do Abricó är det i huvudsak tätbebyggt.